# B.LEAGUEドラフト
B.LEAGUEドラフトは2026年から導入予定のB.LEAGUEによるドラフト制度。毎年1月に開催される。

## 概要
これは、2024年2月28日に、「B.革新」の競技まわりに関わる制度設計の詳細に関する発表の中で明らかにされたもので、このドラフトの指名対象選手としては、「日本高校卒／海外高校卒／日本大学在学中／海外大学在学中／日本大学卒／海外大学卒」に定め、指名の方式もウェバー方式とするが、「順位＝指名順」ではなく、あらかじめ指名順の抽選を行う。
その指名順の抽選は、2027年まで、Bプレミアのすべてのクラブの当選倍率を均一とした選択抽選を行うことになっているが、2028年以降は、前年のBプレミアの成績に応じ、指名順の1位から3位について、ポストシーズンに進出しなかったクラブのうち、下位から、オッズが高倍率になるいわゆる傾斜条件をつけた抽選で指名順を決め、4位以降では、前年の成績下位から順番に決める。
毎年1月に開催することについては、高校と大学と共に集大成の大会の結果を反映しやすく、しかも、毎年9月1日から12月上旬という「早めの申請期間を設けることで、その期間中に進路の方向性を把握することが可能」だという。
なお、このドラフトでは、NBAの契約選手は対象外とするが、それ以外の海外リーグに2年以内所属の選手や、同じシーズンまでに特別指定でBリーグで登録実績のある選手がドラフトの対象となる。

## 日程
- 第1回・2026年1月29日：Kanadevia Hall（東京ドームシティホール）[2]